# Biblia de Ferrara
La Biblia de Ferrara, publicada en 1553, representa una traducción en judeoespañol (ladino o judeoespañol calco) del Tanaj, utilizada ampliamente por los sefardíes. Esta obra fue financiada y realizada por Yom-Tob ben Levi Athias, conocido antes de su retorno al judaísmo como Alvaro de Vargas, en el rol de tipógrafo, y Abraham ben Salomón Usque, anteriormente el marrano portugués Duarte Pinhel, en la función de traductor. La Biblia fue dedicada a Hércules II de Este, Duque de Ferrara, cuya esposa Renata de Francia era protestante e hija de Luis XII de Francia.
La edición original de la Biblia de Ferrara fue impresa en letra gótica y, en aquel entonces, aún no se había establecido la división en versículos. Esta traducción fue utilizada por Casiodoro de Reina como una de sus referencias durante la creación de la Biblia en español conocida como Reina-Valera en el siglo XVII. La Biblia de Ferrara fue reimpresa varias veces en Ámsterdam durante el mismo siglo, consolidando su importancia y uso continuado entre las comunidades sefardíes.

## Edición
Esta versión constituye una revisión de una traducción que ya circulaba entre los judíos españoles desde hacía tiempo. Se titula formalmente "Biblia en Lengua Española Traducida Palabra por Palabra de la Verdad Hebrayca por Muy Excelentes Letrados, Vista y Examinada por el Oficio de la Inquisición. Con Privilegio del Ilustrísimo Señor Duque de Ferrara". A pesar de su mención, es improbable que la Inquisición hubiese aprobado tal trabajo. 
El frontispicio lleva, bajo el título, un grabado que representa una nave con el mástil roto, que simboliza las difíciles peregrinaciones de los sefardíes.
La publicación de la Biblia de Ferrara incorporó una estrategia singular mediante la realización de dos tirada ligeramente diferentes de esta edición. La variante B fue dedicada a Ercole II (Al yllustrissimo y excellentissimo Señor el Señor Don Hercole da Este El Segundo : quarto Duque de Ferrara), mientras que la variante A honraba a Gracia Nasi (A la muy magnifica Señora Dona Gracia Naci), quien había apoyado financieramente la publicación. Esta diferenciación se extendió hasta los colofones: el primero mencionaba los nombres de los impresores en portugués y castellano junto con la fecha en el calendario cristiano (el primero de marzo de 1553), mientras que el segundo presentaba los nombres judíos de los impresores y la fecha según el calendario hebreo (14 de Adar de 5313).
Este doble enfoque no solo reflejaba la dualidad cultural y lingüística de la obra sino que también apuntaba a una maniobra de los impresores que, bajo la apariencia de un interés filológico y humanista por ofrecer una traducción fundamental en español, buscaban encubrir una parte de los ejemplares editados con fines distintos, destinados específicamente a la comunidad judía de Ferrara.

## Idioma
El lenguaje de esta traducción se caracteriza por estar más cercano a la sintaxis hebrea que al judeoespañol coloquial. A diferencia de otras traducciones al judeoespañol de la época, la Biblia de Ferrara no emplea el alfabeto hebreo, sino el latino, con la adición de signos diacríticos para reflejar todos los sonidos. Para el tetragrámaton, los traductores utilizaron la letra "A", de Adonai, ya que los judíos nunca pronuncian el nombre de Dios, leyendo en su lugar otra palabra cuando encuentran el nombre divino en el texto, usualmente "Adonai", que significa "mi Señor".

## Ediciones modernas
En 1992 la Sociedad Estatal del Quinto Centenario en España editó una versión facsímil. Otra edición, también en 1992, fue publicada por Moshe Lazar con notas en inglés: The Ladino Bible of Ferrara, 1553: A critical edition. Moshe Lazar completó una edición en español de la misma obra en 2004, publicada  por la Fundación José Antonio de Castro bajo el título Biblia de Ferrara. Las ediciones de Moshe Lazar modernizan la tipografía y la acentuación, agregan números de versículo y corrigen errores de imprenta, facilitando así la lectura por la persona no experta.